# Droga wojewódzka 984
Die Droga wojewódzka 984 (DW 984) ist eine 43 Kilometer lange Droga wojewódzka (Woiwodschaftsstraße) in der polnischen Woiwodschaft Karpatenvorland und Woiwodschaft Kleinpolen, die Lisia Góra mit Mielec verbindet. Die Strecke liegt im Powiat Tarnowski, im Powiat Stalowowolski und im Powiat Mielecki.

## Streckenverlauf
Woiwodschaft Kleinpolen, Powiat Tarnowski
-  Lisia Góra (DK 73)
- Stare Żukowice

Woiwodschaft Karpatenvorland, Powiat Stalowowolski
- Żabno
- Świerdże

Woiwodschaft Karpatenvorland, Powiat Mielecki
- Radomyśl Wielki
- Zgórsko
- Wadowice Górne
- Piątkowiec
- Wola Mielecka
-  Mielec (DW 875, DW 983, DW 985)